# Psoralea trinervata
Psoralea trinervata är en ärtväxtart som först beskrevs av Per Axel Rydberg, och fick sitt nu gällande namn av Paul Carpenter Standley. Psoralea trinervata ingår i släktet Psoralea och familjen ärtväxter. Inga underarter finns listade i Catalogue of Life.